# Припятски блата
Припятските блата (на руски: Припятские болота) или Пинските блата (на руски: Пинские болота) са обширна мочурлива местност, простираща се от Брест на запад, до Могильов на североизток и Киев на югоизток, разположена по протежението на река Припят и притоците ѝ.
Припятските блата лежат предимно в низините на Полесието и заемат по-голямата част от Южен Беларус и Северозападна Украйна. Площта им е приблизително 98 419,5 км2. Гъстите гори са набраздени от многобройни блата, тресавища, поточета и езерца, простиращи се на разстояние 480 км от запад на изток, и 225 км – от север на юг. През годината, с топенето на снеговете през пролетта и падането на дъждовете през есента – причиняващи обширни наводнения с излизането на реките от коритата им, мочурищата претърпяват големи изменения в размера си. През 1870 г. е започнат проект по пресушаването на източната част на Припятските блата, като са освободени значителни пространства за па̀ша и обработване.
През по-голямата част от годината, блатата са на практика непроходими за големи военни части и това е оказвало влияние върху стратегическото планиране на военните операции в региона. Малкото на брой пътища, които пресичат мочурищата, са тесни и неподдържани. В началото на Първата световна война, блатата разделят австроунгарската 4-та армия от 12-и корпус. Това оставя голяма пролука между тях и руската 3-та армия използва това, преди да бъде завършено прехвърлянето на австроунгарската 2-ра армия от Сърбия. Руснаците скоро овладяват важния железопътен възел Лвов. През следващите години на войната, регионът остава един от основните географски фактори на Източния фронт.
По времето на Втората световна война, блатата разделят централния и южния театри на военните операции, и също така служи за скривалище на съветските партизани. В даден период на окупацията на района, германската администрация планира пресушаването на тресавищата, пречистването им от дегенериралите им обитатели и повторното заселване на района с германски колонисти. Отговорен за изпълнението на плана е Конрад Майер. В края на 1941 г. обаче Хитлер се отказва от проекта.
Относително малката гъстота на населението в района, комбинирана с естественото наличие на вода, през 1970 г. е ключов фактор за решението тук да се построи Чернобилската АЕЦ. В близост до нея е простроен град Припят – за работниците в електроцентралата. Чернобилската авария разпръсква радиация над обширен район от блатата, голяма част от които остават дълго време забранена зона заради радиоактивното замърсяване.